# Бадурад
Бадурад (на немски: Badurad, (* вер. пр. 785, † 17 септември 862, Падерборн) е вторият епископ на Падерборн (815 – 862).

## Биография
Той произлиза или от благородническата фамилия Имединги или от фамилията Матони (тогава е далечен роднина с Карл Велики). Образован е за клерик във Вюрцбург.
Бадурад участва през 829, 847 и 852 г. в събора (синода) в Майнц, 840 г. в Ингелхайм и между 833 и 838 г. е често около император Лудвиг Благочестиви. Преговаря като един от тримата легати на императора през 834 г. за сдобряването с Лотар I.
При разпадането на империята на Каролингите между 840 и 843 г. Бадурад е първо на страната на Лотар I. Постепенно той се разбира с крал Лудвиг Немски – епископството Падерборн принадлежи от 843 г. към неговото Източнофранкско кралство. Лудвиг Немски посещава Падерборн през 840 и 845 г.
Бадурад умира на 17 септември 862 г. и вероятно е погребан в катедралата в Падерборн. От края на 9 век той е почитан като Светия.
Последван е от Луитхард.